# Per Ivar Moe
Per Ivar Moe (Lillehammer, 11 november 1944) is een voormalige Noorse langebaanschaatser.
Per Ivar Moe nam van 1963 tot en met 1966 deel aan alle internationale kampioenschappen die in die periode werden georganiseerd, vier keer aan de Europese- en Wereldkampioenschappen en eenmaal aan de Winterspelen.
Hij debuteerde op 18-jarige leeftijd op het EK van 1963 met een bronzen medaille in het eindklassement als resultaat. Deze prestatie herhaalde hij op het EK van 1964 om er op het EK van 1965 een zilveren medaille aan toe te voegen. Het EK van 1966 beëindigde hij voortijdig na een val op de 5000 meter.
Zijn eerste WK Allround was drie weken na zijn EK debuut, hier eindigde hij net naast het podium (plaats vier). Op het WK Allround van 1964 eindigde hij als vijfde. Zijn grootste succes boekte hij op 20-jarige leeftijd op het WK Allround van 1965 door de wereldtitel te veroveren, zijn enige internationale titel.
Op de Olympische Winterspelen van 1964 behaalde hij de zilveren medaille op de 5000 meter en op de 10.000 meter eindigde hij als dertiende.
In 1964 werd hij Noorse Allroundkampioen als opvolger van Knut Johannesen die de voorgaande acht jaar de Nationale titel had veroverd. In 1965 kreeg hij de Oscar Mathisen-trofee uitgereikt voor zijn geleverde prestaties. Na het, voor hem zelf teleurstellende, seizoen 1966 stopte hij met schaatsen om zich toe te leggen op het behalen van een Academische graad.

## Records

### Persoonlijke records
| Afstand      | Tijd    | Datum            | Baan        |
| ------------ | ------- | ---------------- | ----------- |
| 500 meter    | 41,6    | 23 februari 1963 | Karuizawa   |
| 1000 meter   | 1.36,5  | 17 februari 1960 | Lillehammer |
| 1500 meter   | 2.06,9  | 16 januari 1966  | Davos       |
| 3000 meter   | 4.31,8  | 26 februari 1965 | Oslo        |
| 5000 meter   | 7.38,6  | 5 februari 1964  | Innsbruck   |
| 10.000 meter | 15.47,8 | 19 januari 1964  | Oslo        |

### Wereldrecords
| Nr.  | Afstand                  | Tijd    | Datum           | Baan     |
| ---- | ------------------------ | ------- | --------------- | -------- |
| jr1. | 10.000 meter (junioren)* | 16.11,9 | 3 februari 1963 | Goteborg |
| jr2. | 10.000 meter (junioren)* | 15.47,8 | 19 januari 1964 | Oslo     |

* = officieus wereldrecord

### Adelskalender
Per Ivar Moe heeft twee periodes aan de top van de Adelskalender gestaan: eerst van 26 januari 1964 tot 13 februari 1965 (384 dagen) en een tweede keer van 26 januari 1966 tot 30 januari 1966 (4 dagen). In totaal heeft Per Ivar Moe 388 dagen aan de top van de Adelskalender gestaan.
Hieronder staan de persoonlijke records (PR's) waarmee Per Ivar Moe aan de top van de Adelskalender kwam en de PR's die hij had staan toen hij van de eerste plek verdreven werd. Tevens zijn de gegevens weergegeven van de schaatsers die voor en na hem aan de top van de lijst stonden.
| Datum      | 500 m | 1500 m | 5000 m | 10.000 m | Punten  | Voorganger / Opvolger |
| ---------- | ----- | ------ | ------ | -------- | ------- | --------------------- |
| 19-01-1964 | 42,3  | 2.09,4 | 7.37,8 | 15.42,9  | 178,358 | Knut Johannesen       |
| 26-01-1964 | 41,6  | 2.09,5 | 7.41,5 | 15.47,8  | 178,306 |                       |
| 31-01-1965 | 41,6  | 2.08,5 | 7.38,6 | 15.47,8  | 177,683 |                       |
| 13-02-1965 | 41,0  | 2.07,3 | 7.35,1 | 16.14,2  | 177,653 | Eduard Matusevitsj    |
| 14-02-1965 | 41,0  | 2.07,3 | 7.35,1 | 16.06,2  | 177,253 | Eduard Matusevitsj    |
| 26-01-1966 | 41,6  | 2.06,9 | 7.38,6 | 15.47,8  | 177,150 |                       |
| 30-01-1966 | 41,0  | 2.05,3 | 7.35,2 | 16.02,8  | 176,426 | Ard Schenk            |

## Resultaten
| Jaar | EK Allround | WK Allround | Olympische Spelen   |
| ---- | ----------- | ----------- | ------------------- |
| 1963 | Brons       | 4e          |                     |
| 1964 | Brons       | 5e          | 5000m · 13e 10.000m |
| 1965 | Zilver      | Goud        |                     |
| 1966 | NS3         | 10e         |                     |

NS3 = niet gestart bij de 3e afstand

### Medaillespiegel
| Kampioenschap     | Goud · | Zilver · | Brons · |
| ----------------- | ------ | -------- | ------- |
| EK Allround       | 0      | 1        | 2       |
| WK Allround       | 1      | 0        | 0       |
| Olympische Spelen | 0      | 1        | 0       |

Rudolf Ericson · Peder Østlund · Jaap Eden · Oscar Mathisen · Ivar Ballangrud · Michael Staksrud · Åke Seyffarth · Nikolaj Mamonov · Hjalmar Andersen · Boris Sjilkov · Dmitri Sakoenenko · Juhani Järvinen · Knut Johannesen · Jonny Nilsson · Per Ivar Moe · Eduard Matoesevitsj · Ard Schenk · Kees Verkerk · Magne Thomassen · Hans van Helden · Vladimir Lobanov · Jan Egil Storholt · Sergej Martsjoek · Vladimir Belov · Eric Heiden · Viktor Sjasjerin · Andrej Bobrov · Nikolaj Goeljajev · Michael Hadschieff · Eric Flaim · Johann Olav Koss · Falko Zandstra · Rintje Ritsma · Gianni Romme · Jochem Uytdehaage · Chad Hedrick · Sven Kramer · Shani Davis · Patrick Roest
- Bibsys: 90682071
- Virtual International Authority File: 257148995927059751343